# Xenographia denticulosa
Xenographia denticulosa är en fjärilsart som beskrevs av W. Warren 1896. Xenographia denticulosa ingår i släktet Xenographia och familjen mätare. Inga underarter finns listade i Catalogue of Life.